# Dick Beals
Dick Beals est un acteur américain, né le 16 mars 1927 à Détroit (Michigan) et mort le 29 mai 2012 à San Diego (Californie).

## Filmographie
- 1953 : From A to Z-Z-Z-Z : Ralph Phillips (voix)
- 1957 : The Gumby Show (série télévisée) : Gumby
- 1957 : Rêveur invétéré (Boyhood Daze) : Ralph Phillips (voix)
- 1960 : Davey and Goliath (série télévisée) : David 'Davey' Hansen (1960-64) (voix)
- 1962 : Adventures of the Road-Runner (en) : Ralph Phillips (voix)
- 1962 : The Jetsons (série télévisée) : Arthur Spacely (voix)
- 1963 : The Funny Company (en) (série télévisée) : Buzzer Bell, Shrinking Violet (voix)
- 1964 : The Famous Adventures of Mr. Magoo (en) (série télévisée) (voix)
- 1965 : Roger Ramjet (série télévisée) : Yank / Dan (voix)
- 1965 : Agent sans secret ("The Secret Squirrel Show") (série télévisée) : Additional voices
- 1966 : Frankenstein Jr. and the Impossibles (en) (série télévisée) : Buzz Conroy (voix)
- 1967 : Birdman and the Galaxy Trio (en) (série télévisée) : Birdboy (voix)
- 1979 : Casper and the Angels (en) (série télévisée) (voix)
- 1983 : All the Money in the World (TV) : Flan
- 1983 : The Monchhichis (série télévisée) (voix)
- 1983 : The Biskitts (en) (série télévisée) : Scat / additional voices (voix)
- 1983 : Saturday Supercade (série télévisée) : Q*bit (segment "Q*bert") (voix)
- 1995 : That's Warner Bros.! (série télévisée) : Various characters (voix)
- 1996 : La Revanche de Pinocchio de Kevin Tenney : Pinocchio (voix)
- 1996 : The Bugs n' Daffy Show (série télévisée) : Various Characters (voix)